# بی‌اچ-۲۱
بی‌اچ-۲۱ (به انگلیسی: Avia_BH-21) یک هواگرد از نوع جنگنده ساخت شرکت Avia است. هواگرد بی‌اچ-۲۱ نخستین پروازش را در ژانویه ۱۹۲۵ میلادی انجام داد. در مجموع، تعداد ۱۸۴ فروند از این هواگرد ساخته شده‌است.
طراح این هواگرد، Pavel Beneš and Miroslav Hajn بود.